# Введенское (Комсомольский район)
 Введенское — опустевшая деревня в Комсомольском районе Ивановской области. Входит в состав Подозёрского сельского поселения.

## География
Находится в западной части Ивановской области на расстоянии приблизительно 26 км на север-северо-запад по прямой от районного центра города Комсомольска.

## История
В 1872 году здесь (деревня Нерехтского уезда Костромской губернии) было учтено 30 дворов, в 1907 году — 26 дворов.

## Население
Постоянное население составляло 131 человек (1872 год), 145 (1897), 183 (1907), 0 как в 2002 году, так и в 2010.